# Birger Eriksen
Birger Kristian Eriksen (ur. 17 listopada 1875 we Flakstad, zm. 16 lipca 1958 w Drøbak) – norweski wojskowy, pułkownik Królewskiej Armii Norweskiej, komendant twierdzy Oscarsborg.

## Życiorys
Urodził się we Flakstad na Lofotach, w rodzinie kupieckiej. W wieku dwunastu lat opuścił rodzinny dom i wyjechał do Kristianii, by kontynuować naukę. Po maturze w 1893 roku rozpoczął naukę w szkole wojskowej. W wieku 25 lat dosłużył się stopnia kapitana Armii Norweskiej. W 1931 roku awansował do stopnia pułkownika. Dwa lata później objął dowództwo na Oscarsborg. Wcześniej dowodził twierdzami Tønsberg, Agdenes i Bergen. 
Był dowódcą twierdzy Oscarsborg, gdy Niemcy dokonały napaści na Norwegię rankiem 9 kwietnia 1940 roku Wydał samodzielny rozkaz ostrzelania i storpedowania niemieckiego krążownika Blücher. Jego decyzja opóźniła niemiecką inwazję Norwegii i umożliwiła ewakuację norweskiej rodziny królewskiej, rządu, a także ocalenie skarbu państwa.
Pochowany na cmentarzu Chrystusa Zbawiciela w Oslo.

## Odznaczenia
Odznaczony następującymi odznaczeniami:
- Krzyż Wojenny z Mieczem (1945)
- Krzyż Wojenny 1939–1945 (Francja, 1946)
- Oficer Legii Honorowej (Francja, 1946)